# Palazzo Pannocchieschi d'Elci
Palazzo Pannocchieschi d'Elci, o Peruzzi de' Medici, è un edificio storico del centro di Firenze, situato in via Maggio 28, con affaccio retrostante in via del Presto di San Martino 11-13, nel quartiere di Oltrarno. Il palazzo appare nell'elenco redatto nel 1901 dalla Direzione Generale delle Antichità e Belle Arti, quale edificio monumentale da considerare patrimonio artistico nazionale.

## Storia

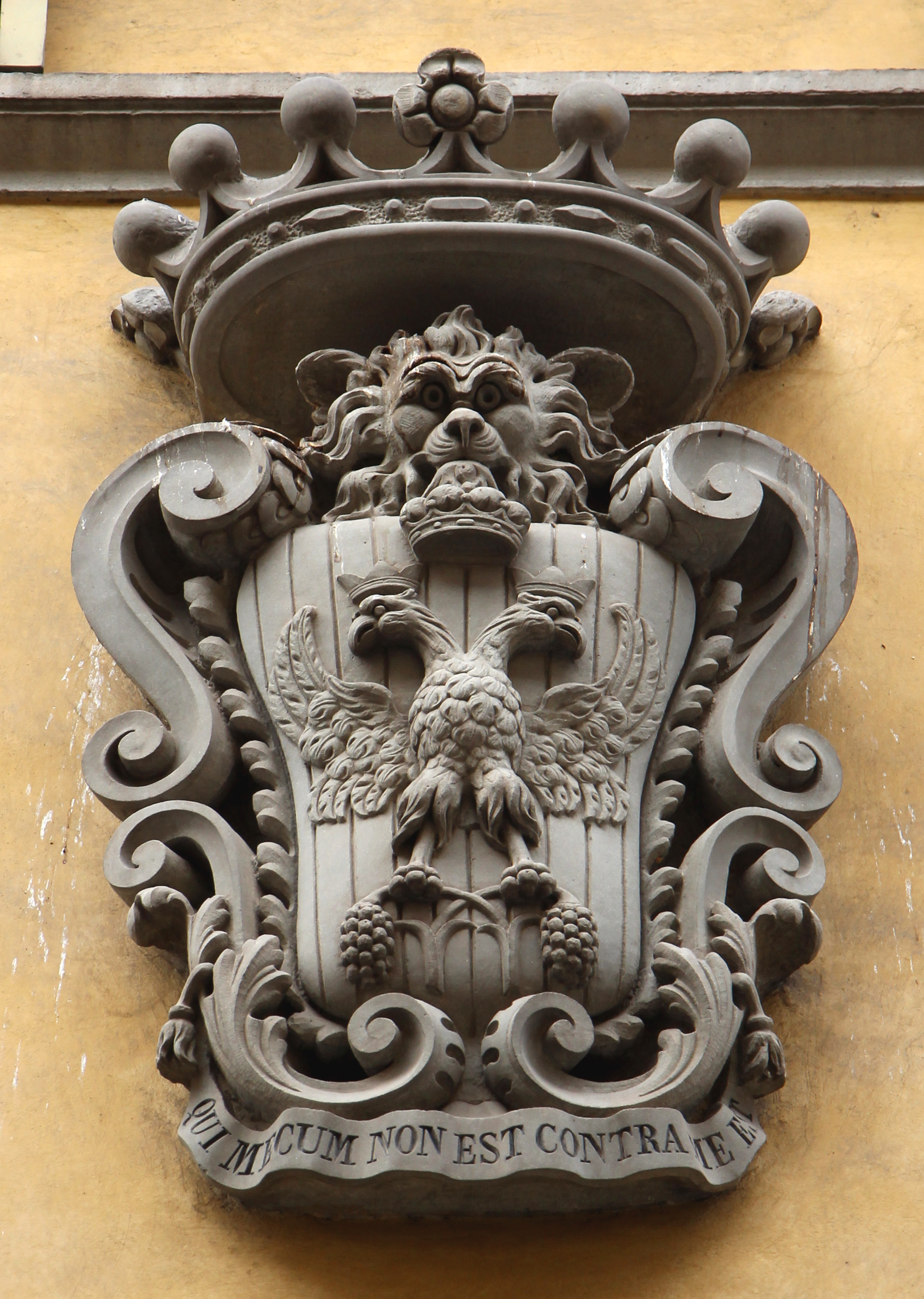
Stemma Pannocchieschi d'Elci

Erano qui in antico alcuni modesti edifici e una casa grande dei Corbinelli che, nella seconda metà del Cinquecento, provvidero a unificare in unico palazzo le varie proprietà. Nel 1576 l'edificio sarebbe stato tenuto in locazione anche da Bianca Cappello (che dai Corbinelli aveva acquistato le altre case sulle quali aveva eretto la propria residenza) quale annesso al proprio palazzo. 
Circa un secolo dopo, restaurato dall'architetto Gherardo Silvani, l'immobile fu dato nel 1672 in locazione al conte Filippo Pannocchieschi d'Elci, che lo acquistò definitivamente nel 1699 e promosse notevoli lavori di ampliamento, decorazione e trasformazione sia al primo piano che al piano terra, dove vennero realizzati il nuovo ingresso e il cortile. La famiglia Pannocchieschi conservò la proprietà (che vide il lento formarsi della imponente collezioni di libri rari di Angelo Maria d'Elci, poi donata alla biblioteca Medicea Laurenziana) fino alla metà dell'Ottocento. In questi stessi anni, nel 1859, il secondo piano del palazzo fu abitato dalla famiglia della scrittrice inglese Margaret Oliphant. 
Passò quindi ai Peruzzi de' Medici che, agli inizi del Novecento, provvidero a un integrale restauro dell'edificio. Dopo essere stata sfondo per una straordinaria collezione di ferri battuti raccolta dal marchese Rodolfo Peruzzi e purtroppo dispersa, al termine della prima guerra mondiale, dopo essere passata in proprietà ai Gagnosi fu acquistata dagli Schippisi.  
Dal numero 28A si accede all'attuale sede della Casa d'Aste Pananti, già nell'antistante palazzo di Cosimo Ridolfi.

## Descrizione

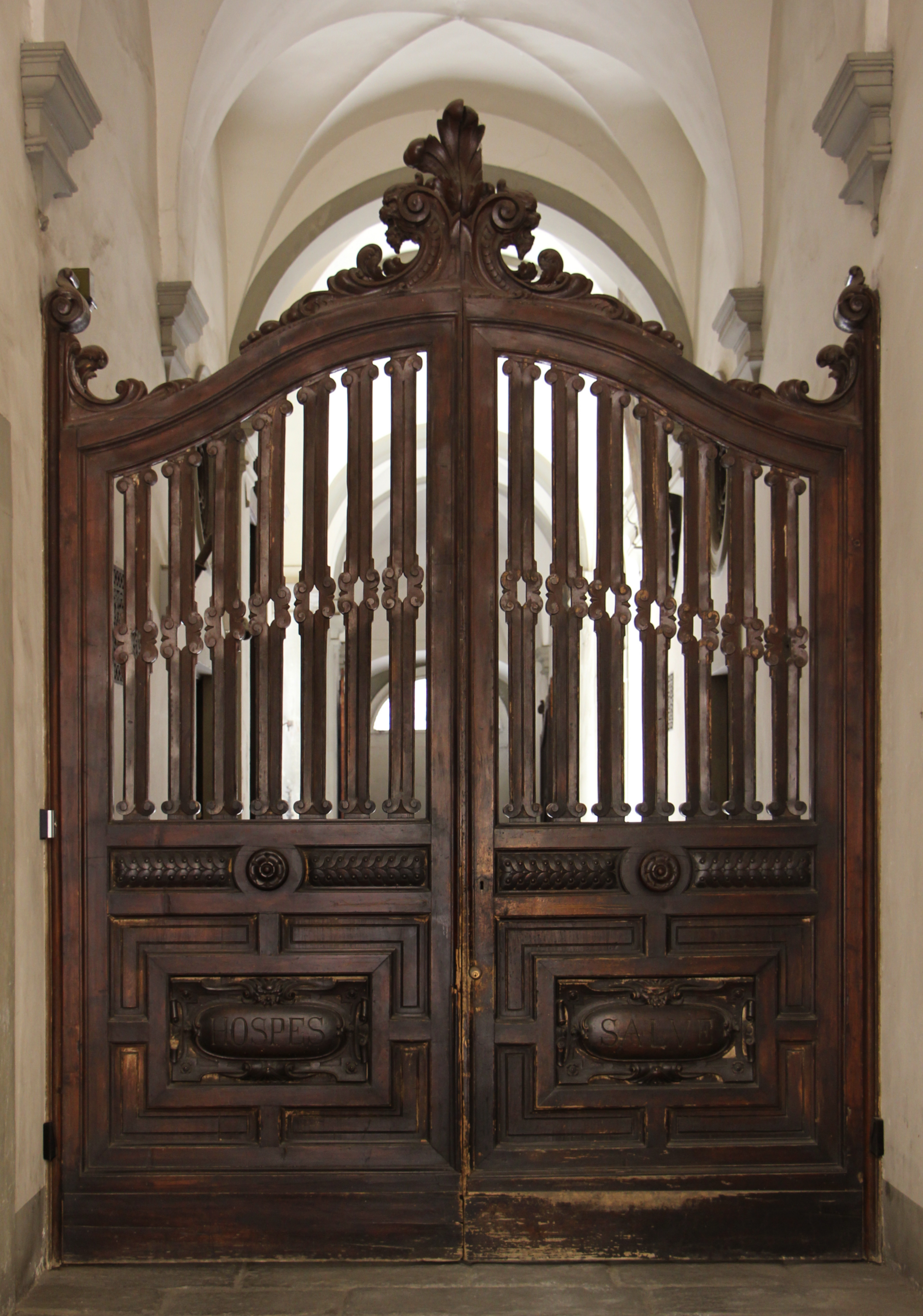
Cancellata dell'androne

Nell'insieme il palazzo si presenta ancora oggi sostanzialmente nelle forme assunte a seguito dell'intervento di Gherardo Silvani, che comunque mantenne molti degli elementi della precedente architettura. L'ampia facciata (tre piani per dieci assi) assume una vistosa estensione, sottolineata dalla presenza al piano terreno di due portali gemelli, posti alle estremità (attualmente si accede alle abitazioni dal portone di sinistra, essendo quello a destra occupato da una casa d'aste). Sempre al piano terreno, segnato da un graffito a finta pietra, si aprono tre grandi finestre inginocchiate intercalate ad altre, incorniciate, di più modeste dimensioni. 
Il piano nobile presenta una successione di ben dieci finestre ad arco, contornate da cornici lisce in pietra, unite da un ricorso ugualmente in pietra e regolarmente distribuite sull'intonaco chiaro. Da segnalare l'androne e il cortile, databili tra Seicento e Settecento, attraverso i quali ci si collega con un altro ingresso che immette su via del Presto di San Martino. Nel 1905-1906 furono riaperte le finestre originali in luogo degli sporti di bottega del piano terreno. Al centro della facciata è uno scudo con l'arme della famiglia Pannocchieschi d'Elci (qui senza smalti, ma di rosso, all'aquila bicipite d'oro, coronata dello stesso, accompagnata in punta da due coppie di pannocchie ricadenti, pure d'oro). 
L'androne voltato è a metà chiuso da un cancello in legno di fattura ottocentesca ma riecheggiante forme cinquecentesche. Qui sono raccolti e murati vari elementi lapidei comunque non pertinenti all'edificio, tra i quali la specchiatura scolpita (in pessime condizioni di conservazione) che già arricchiva una delle due finestre terrene dell'attiguo palazzo di Bianca Cappello, ora trasformata in mostra di negozio. 
Il succedersi delle proprietà si manifesta negli interni, con dipinti murali riferibili a vari periodi, seppure per lo più settecenteschi.

## Bibliografia

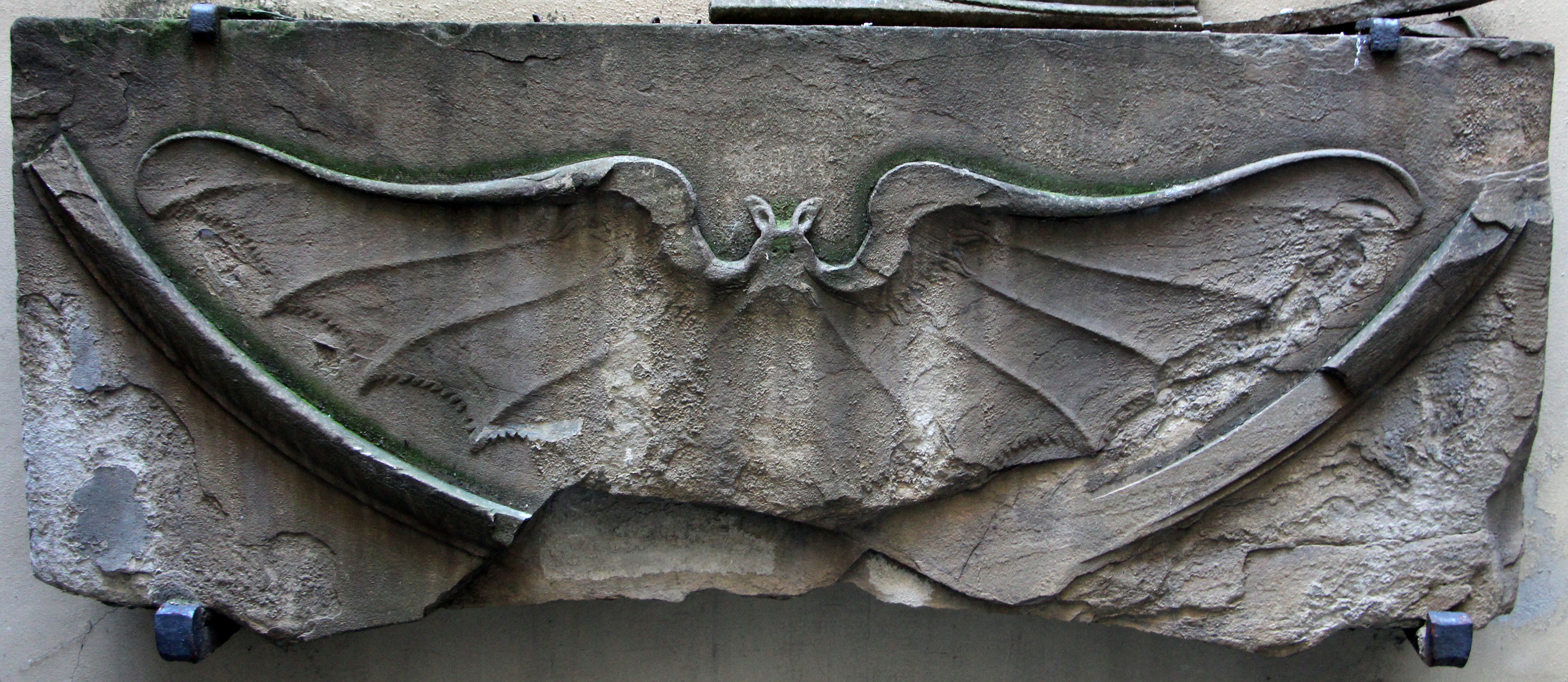
Il sottofinestra del palazzo di Bianca Cappello

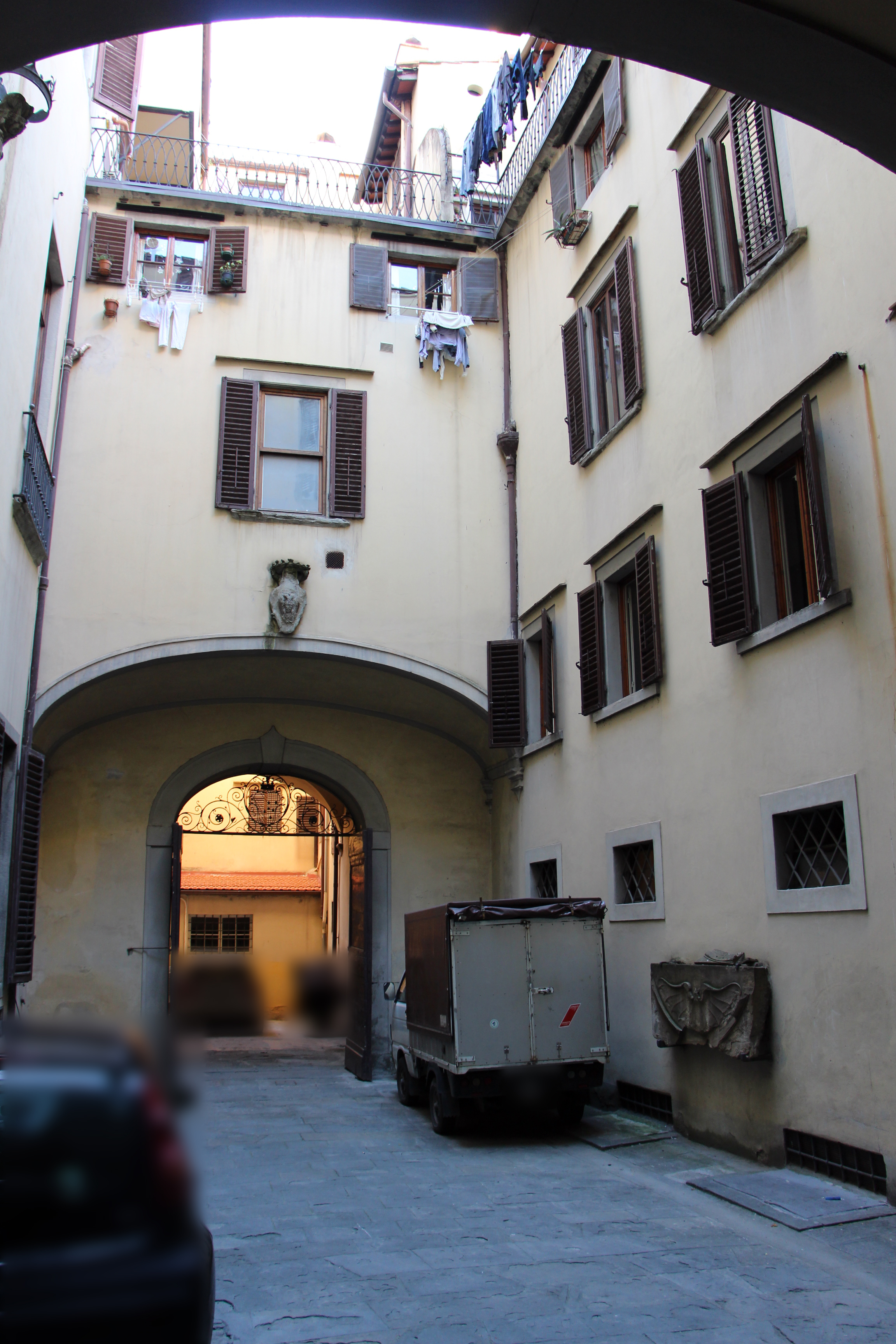
Il cortile